# Le Petit Journal

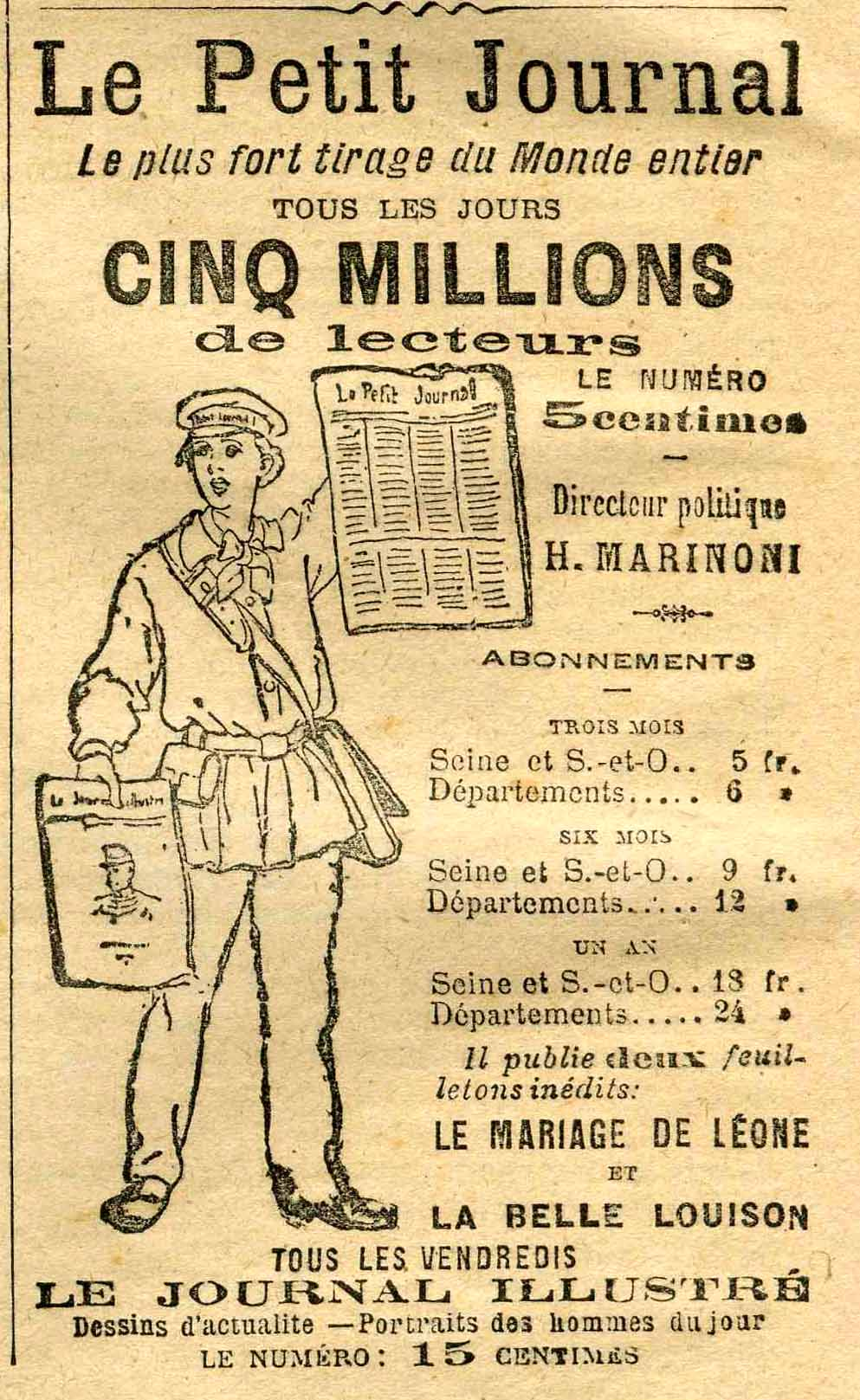
Тижневик «Le Petit Journal» від 5 листопада 1899 року

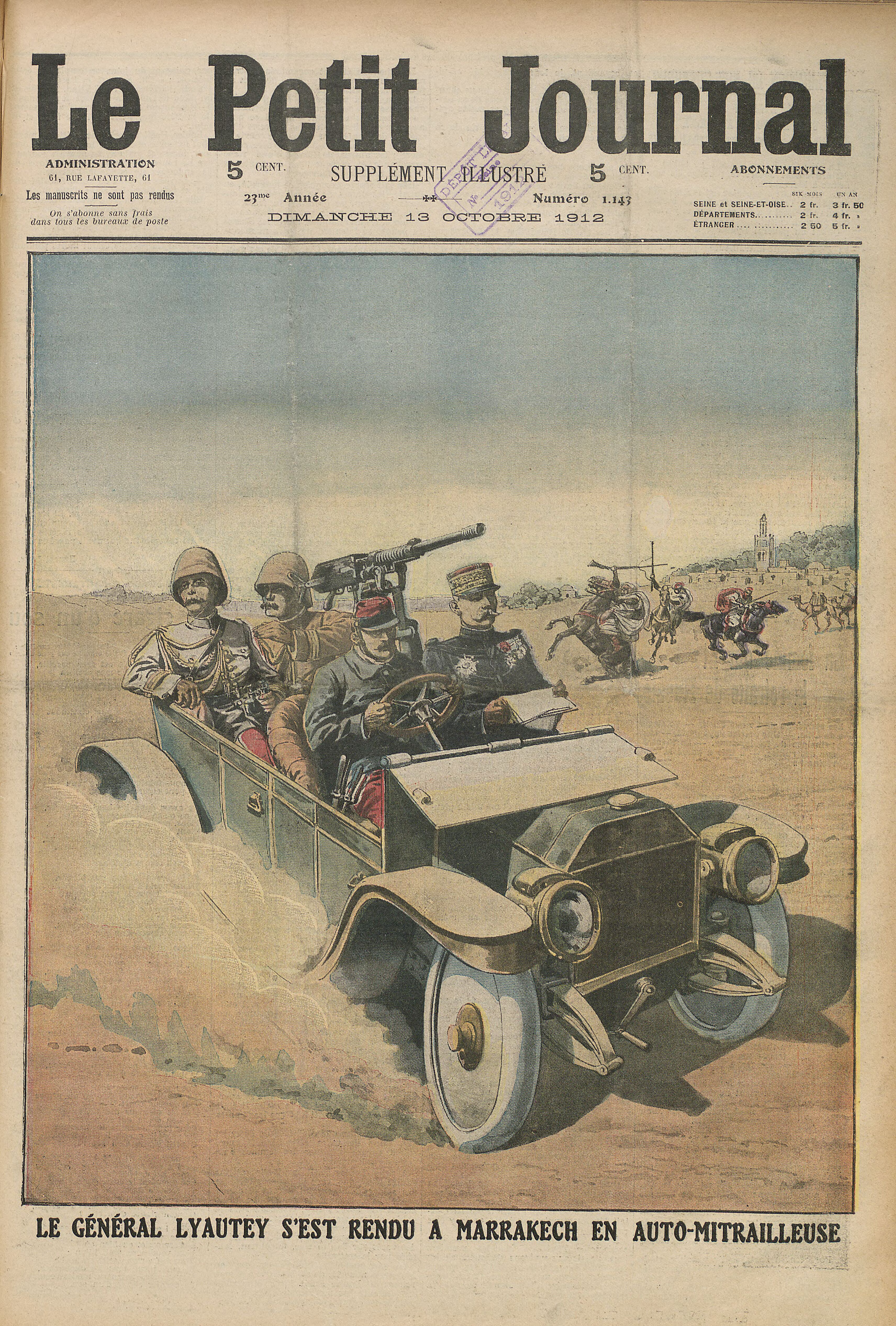
Тижневик «Le Petit Journal» № 1147 від 13 жовтня 1912 року

Le Petit Journal (вимовляється: [lə pəti ʒuʁnal]; франц. «Маленька газета») — щоденна паризька газета 1863–1944 рр., яка була заснована Мойсеєм Полідором Мило. На її шпальтах публікувалися Еміль Ґабріо та Понсон дю Террай.

## Історія
Газета заснована у 1863 році. Засновником газети був Мойсей Полідор Мило. У 1890-х роках, на піку популярності, газета мала тираж близько мільйона примірників. До 1884 року до газети входило щотижневе ілюстроване доповнення. Видання мало свою штаб-квартиру у Парижі.
Газета приваблювала багатьох читачів, оскільки перехід від друку на аркуші до ротаційного дозволяв виданню бути дешевшим (один примірник коштував 5 центів замість 15). Газета мала зручний формат (43 × 30 см).
Газета пропонувала не тільки внутрішню чи міжнародну інформацію, різні факти, але й інформацію про серіали, гороскоп, а також вміщувала інформацію про медичні захворювання.

## Хвиля популярності видання
Перший номер Le Petit Journal виходить 1 лютого 1863 року.
Зріст попиту на видання:
- 1863 — тираж видання перевищує 83 000 примірників.
- 1865 — тираж складає 259 000 примірників (це більше, ніж усієї паризької преси).
- 1870 — тираж скдадає 340 000 примірників.

Також прогрес видання став можливим завдяки ротаційній машині, яку Іполит Огюст Маріноні (1823–1904) розробляє для нього ще в 1867 році. У 1882 році Маріноні бере видання під свою опіку. Передчуваючи важливість кольору, Маріноні в 1889 виробляє повнокольоровий друк.
- 1878 — тираж досяг 500 000 екземплярів.
- 1890 — 1 000 000 екземплярів.
- 1895 — близько 2 000 000 екземплярів, завдяки чому Le Petit Journal стає тижневиком, що має найбільший тираж у світі.
- 1899 — Le Petit Journal налічує 5 мільйонів читачів.

Le Petit Journal відправляє 80% свого тиражу у провінції і є одним із трьох провідних французьких газет.